# Crowd and Riot Control

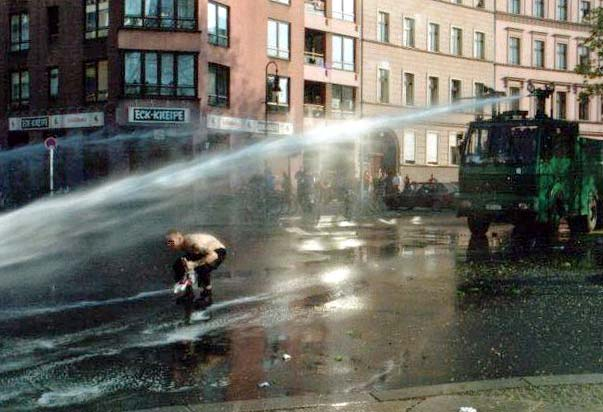
Wasserwerfer am 1. Mai 2001 in Berlin-Kreuzberg (Mariannenplatz/Ecke Waldemarstraße)

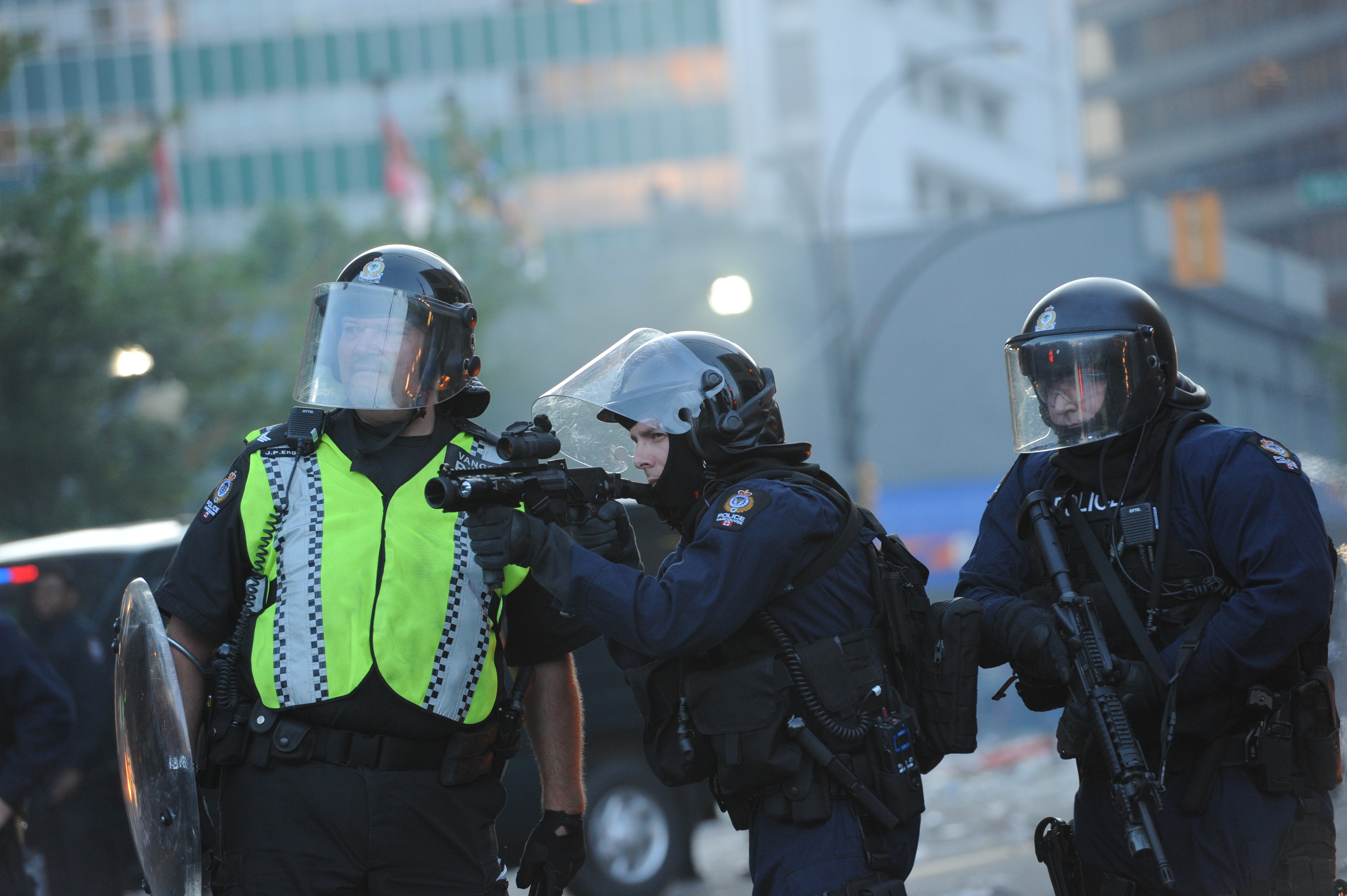
Kanadische Polizisten mit Tränengas-Granatwerfern

Crowd and Riot Control (CRC) ist der englische Ausdruck für die „Überwachung von unfriedlichen Menschenansammlungen und Eindämmung von Krawallen“. Diese Aufgabe wird von zivilen oder militärischen Organisationen eines Landes oder einer Vertrags- oder Staatengemeinschaft wahrgenommen. Als CRC-Kräfte können Polizei, paramilitärische Organisationen oder Streitkräfte eingesetzt werden. Im polizeilichen Sprachgebrauch wird der Begriff weniger verwendet. In der Schweiz wird in diesem Zusammenhang vom „unfriedlichen Ordnungsdienst“ gesprochen.
Zur Ausrüstung dieser Kräfte gehören Schutzschilde, Schutzhelme, Körperprotektoren, Schlagstöcke (zum Beispiel ein Räum- und Abdrängstock/Rettungsmehrzweckstock RMS), Reizstoffe (zum Beispiel Pfefferspray oder Tränengas), Wasserwerfer und Gummigeschosse.

## Crowd and Riot Control in einzelnen Ländern

### Deutschland

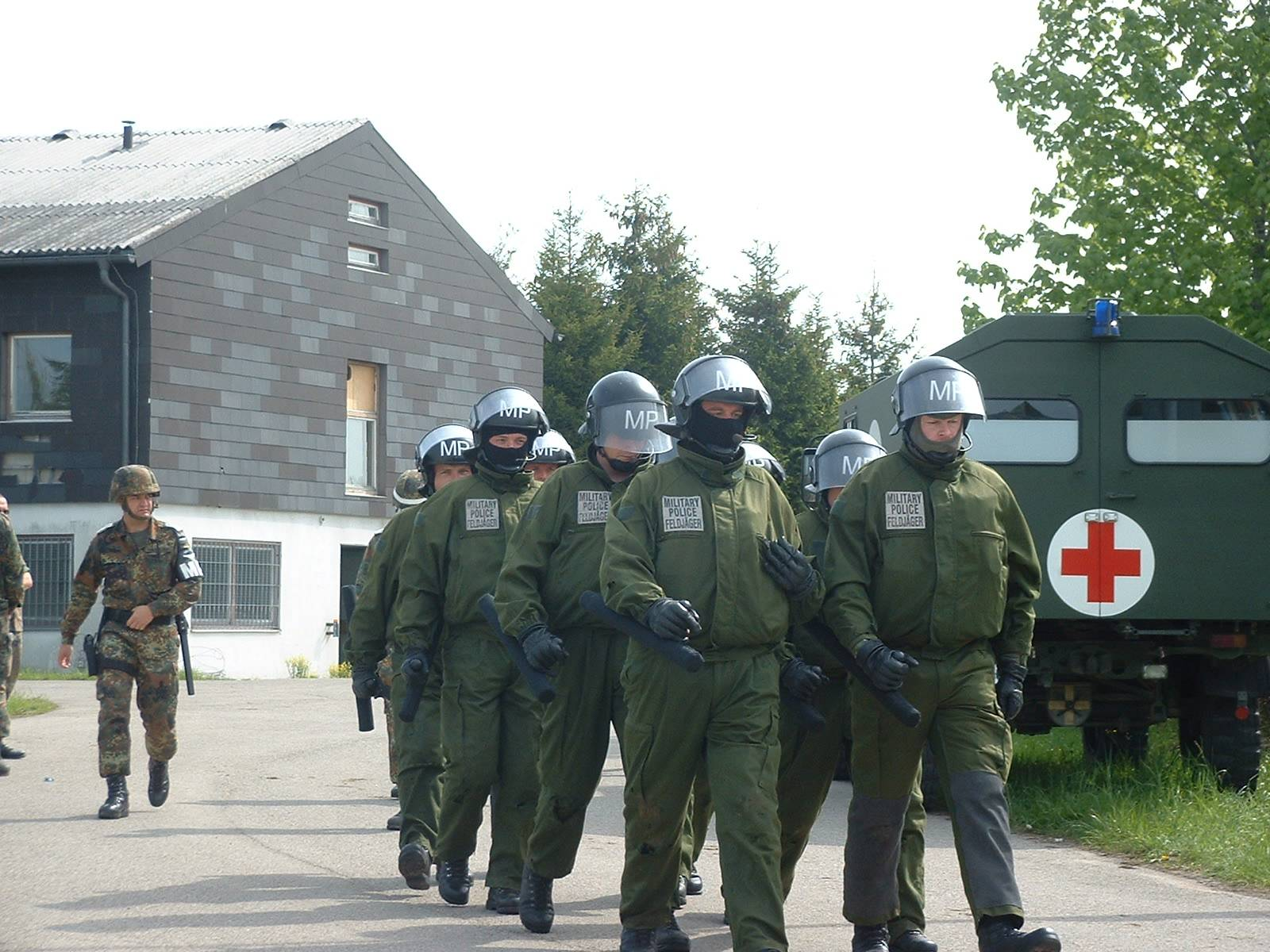
Greiftrupp der Feldjäger in Formation

Im Inland werden diese Aufgaben grundsätzlich von den Polizeien der Länder wahrgenommen. Die Bundespolizei nimmt die Aufgaben im Rahmen der Amtshilfe, dem Abkommen über die Bereitschaftspolizei und den grundgesetzlichen Aufgaben zur Unterstützung der Länder im Spannungs- und Verteidigungsfall wahr. Eine Ausnahme bilden die Notstandsgesetze, nach denen die Bundeswehr auch im Inneren eingesetzt werden kann.
Bei Auslandseinsätzen der Bundeswehr werden CRC-Aufgaben in der Regel von Soldaten ausgeführt. Das Hauptaugenmerk solcher Einsätze liegt bei Peace Support Operations (PSO) der Bundeswehr, da sich dortige Demonstrationen sehr oft gegen die militärischen Einrichtungen der ausländischen Truppen (z. B. KFOR) richten. Bei Demonstrationen wird durch Soldaten der Kampftruppe eine Postenkette gestellt. Diese wird unterstützt durch speziell ausgebildete Feldwebel der Feldjäger, die sogenannte Greiftrupps bilden, um Rädelsführer und Anstifter der Demonstrationen zu identifizieren und festzunehmen. Des Weiteren wird durch die Erheber und Ermittler der Feldjäger eine Dokumentation und Beweissicherung in Form von Videos durchgeführt.
Von 2006 bis 2013 stellten folgende fünf Feldjäger-Kompanien einen CRC-Zug:
- 3./Feldjägerbataillon 151 (Ernst-Moritz-Arndt-Kaserne, Hagenow)
- 4./Feldjägerbataillon 151 (Reichspräsident-Ebert-Kaserne, Hamburg)
- 5./Feldjägerbataillon 152 (Scharnhorst-Kaserne, Bremen)
- 4./Feldjägerbataillon 251 (Alheimer-Kaserne, Rotenburg an der Fulda)
- 3./Feldjägerbataillon 252 (Hardthöhe, Bonn)
- 5./Feldjägerbataillon 351 (Clausewitz-Kaserne, Burg)

In diesen Einheiten waren Mannschaftssoldaten mit der Spezialisierung CRC ausgebildet. Spezialisierungen waren der Einsatz im NLW-Trupp (von engl. non-lethal weapons), im Brandbekämpfungs- und im Bergetrupp.

### Vereinigte Staaten

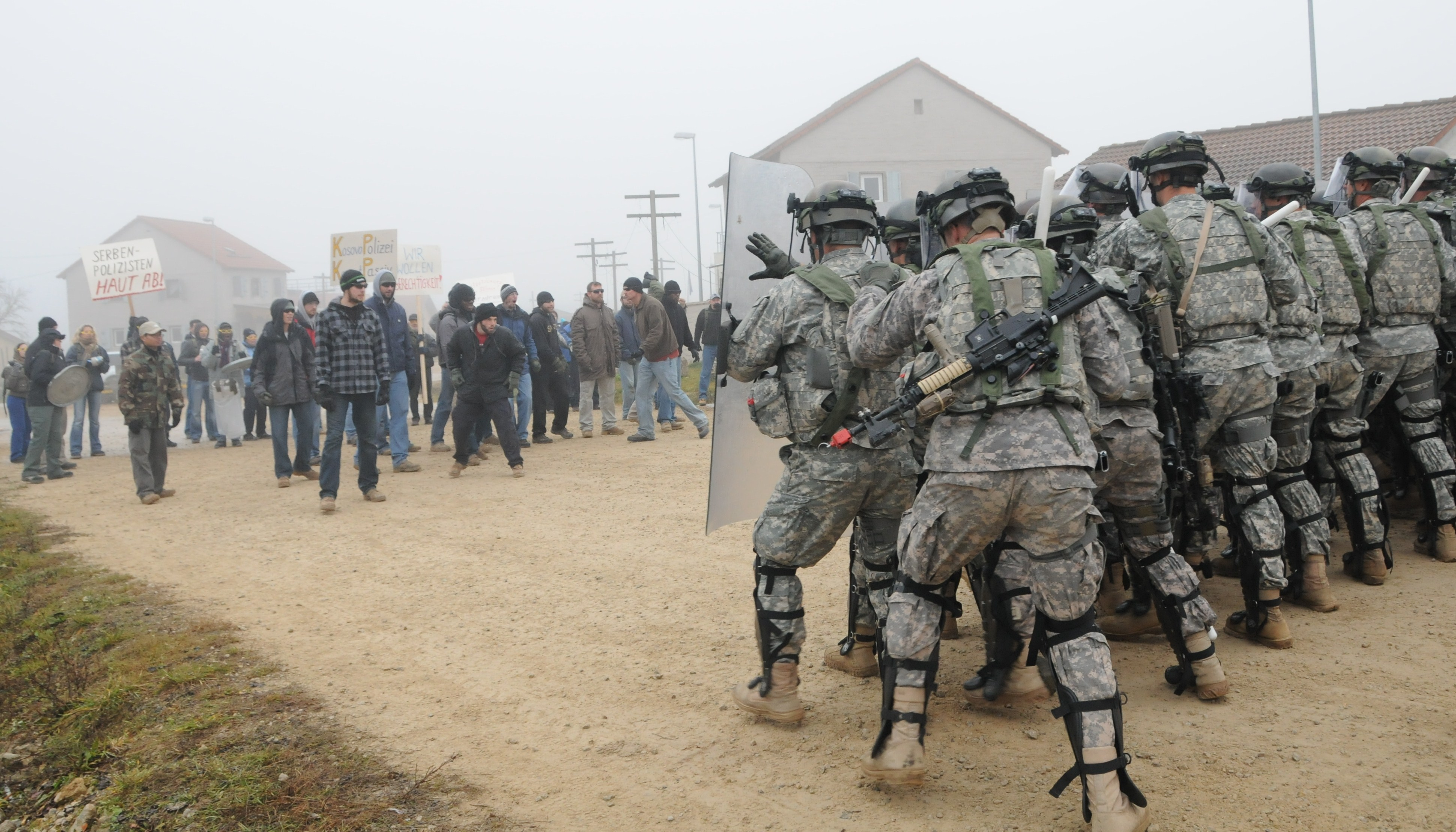
Soldaten der United States Army während einer CRC-Übung auf dem Truppenübungsplatz Hohenfels

Im Inland werden diese Aufgaben in erster Linie von lokalen oder bundesstaatlichen Polizeikräften wahrgenommen (z. B. Sheriff, örtliche Polizei, Staatspolizei). Vor allem bei Großlagen wird aber auch die Nationalgarde eingesetzt.
Im Ausland werden CRC-Aufgaben in der Regel von allen Soldaten der Armee oder der Nationalgarde ausgeführt. Eine Spezialisierung auf militärische Polizeikräfte gibt es nicht. Die Ausbildung hierfür erfolgt teilweise in Deutschland.